# Церковь Святой Екатерины (Екатериновка)
Церковь Святой Екатерины (Екатерининский храм) —  православный храм в селе Екатериновка Ростовской области; Ростовская епархия, Матвеево-Курганское благочиние.
Адрес: 346965, Ростовская область, Матвеево-Курганский район, село Екатериновка, пер. Школьный, 4а.

## История
Село Екатериновка было основано в 1806 году полковником Степаном Дмитриевичем Иловайским. В 1850 году была заложена и в 1852 году в селе была построена небольшая деревянная церковь Архистратига Михаила, которая со временем обветшала. К 1897 году в Екатериновке был возведен новый храм Во имя Святой Животворящей Троицы на средства вдовы надворного советника Екатерины Дмитриевны Волковой, а также крестьян села Екатериновка и поселка Новоселовского Миусского округа Области Войска Донского.
Церковь сооружена каменной, однопрестольной, с небольшой трапезной и колокольней. Апсида алтаря была трехгранной формы. Восьмигранный световой барабан над молельным залом был увенчан высокой шатровой крышей. Иконостас и интерьер храма были выполнены преимущественно на средства, оставленные по духовному завещанию войсковым старшиной И. Т. Чернояровым. Вокруг церкви построили кирпичную ограду. При храме действовала церковно-приходская школа, имелся дом священника. Церковь располагалась в северной части села на открытом возвышенном месте и хорошо просматривалась на дальних к нему подъездах.
После Октябрьской революции богослужения в храме продолжались до 1938 года, после чего он был закрыт. В годы Великой Отечественной войны подвергался обстрелам и горел, несколько раз закрывался и открывался для богослужения. В конце 1950-х годов церковь была закрыта окончательно и до распада СССР никто ею не занимался.
В 1999 году в селе начала возрождаться приходская жизнь. В этом же году был зарегистрирован приход, но уже Во имя великомученицы Екатерины. С 2008 года храм силами прихожан начал восстанавливаться. С 2010 года в нём возобновилась богослужебная деятельность. В настоящее время продолжаются работы по его восстановлению. Настоятель церкви — иеромонах Михаил (Владимиров).
7 декабря 2016 года, в день памяти Святой Екатерины, в церкви состоялось торжественное освящение храмовой иконы Святой великомученицы Екатерины, образ которой был написан мастером иконописцем Александром Лысаком в Ростове-на-Дону на пожертвования жителей села Екатериновка и близлежащих сёл. Богослужение совершили настоятель храма Святой великомученицы Екатерины иеромонах Михаил и настоятель Никольского храма села Греково-Тимофеевка иерей Георгий Светлов.